# Walter Behrends
Walter Behrends Danovara (La Plata, Argentina, 24 de septiembre de 1929-Talca, Chile, 21 de enero de 2005) fue un futbolista argentino que se desempeñaba como portero. La mayor parte de su carrera la desarrolló en Chile, país del cual adquirió su nacionalidad el año 1958.

## Trayectoria
Nacido en La Plata se formó como portero en Club de Gimnasia y Esgrima La Plata.   
El año 1953 llega a Chile, a la ciudad de Talca para jugar en Rangers hasta 1960, donde destaca como uno de los mejores arqueros que han pasado por el club; Participando de la campaña de 1956, la primera vez que Rangers lucha la punta del campeonato teniendo, además, la valla menos batida del torneo. Todo esto lo llevó a ser elegido como el primer arquero dentro del "Equipo ideal histórico" de Rangers, por elección de la gente durante la "FITAL" del 2001.
En 1961 pasó a Universidad Católica club en el cual se retiró el año 1964.
Tuvo sobresalientes actuaciones en Universidad Católica, donde festejó el título de Primera División 1961. En ese año resultó triunfador junto al equipo cruzado en una más de las definiciones entre Universidad Católica y Universidad de Chile.
Es importante destacar que en dichas definiciones el Flaco atajo dos penales, el primero a Leonel Sánchez en la última fecha del campeonato en donde se enfrentaban Universidad Católica y la "U", que hasta en ese momento se encontraban en igualdad de puntos. En resultado fue un empate 0-0, obligó a definir el campeón en un partido definitorio, el resultado ahora sería 1-1 con un penal cobrado a favor de la "U" a los pocos minutos de juego, el cual nuevamente fue lanzado por Leonel Sánchez y volvió a ser atajado por Behrends. Después de este incidente la u se pondría en ventaja a los 65' para que Alberto Fouillioux convirtiera a los 85', obligándose a jugar otra final. Esta última con un resultado final de 3-2 con una gran actuación de Walter Behrends, que terminó dando la tercera vuelta olímpica de la UC.
Behrens era considerado una pieza vital del equipo, y su actuación en la final contra Universidad de Chile fue destacada.
Su retiro fue producto de una lesión en una rodilla que no logró superar después de tres intervenciones quirúrgicas.

## Estadísticas

### Clubes
| Club                        | País      | Año       |
| --------------------------- | --------- | --------- |
| Gimnasia y Esgrima La Plata | Argentina | 1949-1952 |
| Rangers                     | Chile     | 1953–1960 |
| Universidad Católica        | Chile     | 1961–1964 |

## Palmarés

### Torneos nacionales
| Título           | Club                 | País  | Año  |
| ---------------- | -------------------- | ----- | ---- |
| Primera División | Universidad Católica | Chile | 1961 |

### Distinciones individuales
| Distinción                                                  | Año  |
| ----------------------------------------------------------- | ---- |
| Incluido en el equipo ideal de todos los tiempos de Rangers | 2002 |